# DC:Tierra uno
Tierra uno (título original en inglés: Earth One) es una serie de novelas gráficas publicadas por DC Comics en la que presenta historias originales, con nuevos orígenes que busca ampliar los horizontes de los personajes más emblemáticos de la editorial,.
La línea inicio con Superman:Tierra uno (2010) escrita por el autor estadounidense Joseph Michael Straczynski e ilustrada por Shane Davis y dos años más tarde Batman:Tierra uno (2012) a cargo del historietista Geoff Johns y dibujada por Gary Frank. Más tarde se anunciarían dos más: Wonder Woman: Tierra Uno y Teen Titans: Tierra uno.

## Lanzamientos
- Superman: Tierra Uno publicado el 27 de octubre de 2010 los volúmenes 1 y 2. El Volumen 3 fue publicado en diciembre de 2014.[2]
- Batman: Tierra Uno publicado el 4 de julio de 2012 el volumen 1. El Volumen 2 fue publicado en 2015.[3] El Volumen tres en desarrollo (2018-2019).
- Los Jóvenes Titanes: Tierra Uno El Volumen 1 fue publicado en septiembre de 2014. El Volumen 2 fue publicado en agosto de 2016.
- Wonder Woman: Tierra Uno El Volumen 1 fue anunciado para el verano de 2014, pero después fue aplazado para abril de 2016. Se anunció un nuevo título para la novela gráfica, que sería "Wonder Woman: The Trial of Diana Prince", y su traducción sería: "Wonder Woman: El juicio de Diana Prince"

Próximos
- Aquaman: Tierra Uno[4] (Fecha estimada: 2018-2019).
- The Flash: Tierra Uno[4] (Fecha estimada: 2018-2019).
- Green Lantern: Tierra Uno (Fecha estimada: 20 de marzo de 2018)[5] Historia creada por Gabriel Hardman[5] and Corinna Bechko[5] Arte de Jordan Boyd[5])